# 自由拥抱运动

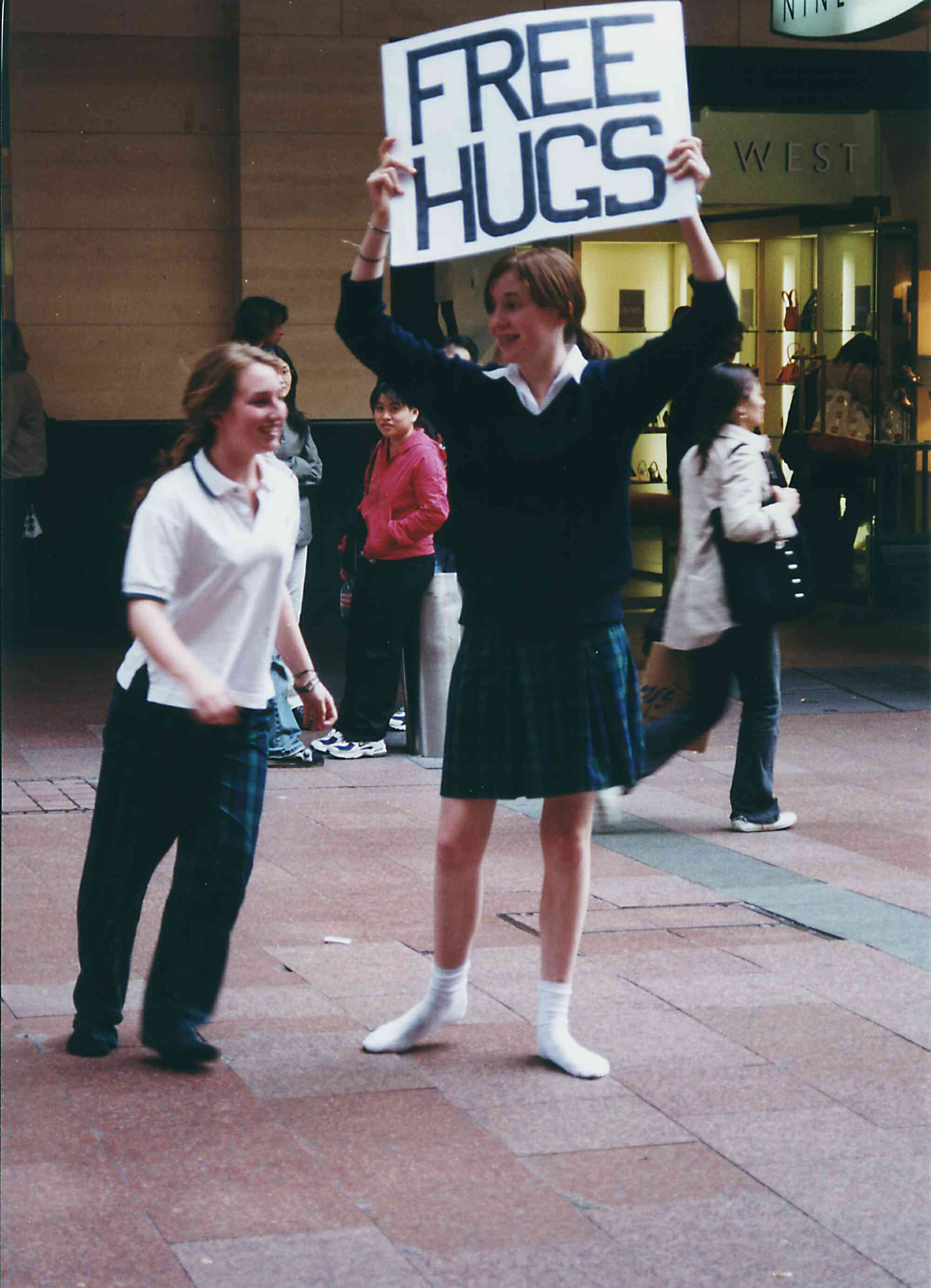
攝於2004年，悉尼。

自由拥抱运动，或稱免费拥抱运动，中国大陆稱為抱抱團，是指在主动上街拥抱陌生人的一个活動，源於澳大利亚人Juan Mann提出的“Free Hugs”，以拒绝冷漠，通过拥抱向陌生人传递温暖。

## 各地免费擁抱運動

### 台灣
台灣也出现过多次免费拥抱活动，如2012年12月31日跨年開始持續每年舉辦free hugs跨年活動

### 中國大陸
- 长沙：在才子豪的发动下，抱抱团在长沙成立，并率先在2006年10月21日下午在黄兴南路商业步行街开始了第一次“免费拥抱”的活动。
- 北京：从天涯社区看到长沙“抱抱团”的公益活动后，几名北京的年轻人也开始在王府井开始免费拥抱活动。但是仅进行了1个小时，“北京抱抱团”拥抱活动成员被警方带到派出所「教育」。
- 上海：2006年11月，11人举行自由拥抱活动被警告。[1]

### 澳门
澳门也有抱抱团活动的踪迹。2013年3月，澳门大学的五十多名学生和校友连续两天在新马路、大三巴一带进行免费擁抱活动。

### 韩国
韩国首都首尔出现过多次免费拥抱活动，如2011年12月28日和2012年4月7日均有游客目击抱抱团活动。